# ووركرافت (فلم)
ووركرافت (بالإنجليزية: Warcraft) هو فيلم ملحمي فنتازي أمريكي عن لعبة ورلد اوف واركرافت وهو أول فيلم لشركة بليزرد تم إنتاجه في يونيو 2016 وهو من إخراج دنكان جونز وتأليف تشارلز ليفت وكريس ميتزن وبطولة ترافيس فيمل وبولا باتون وبن فوستر ودومينيك كوبر وتوبي كيبيل وبن شنيتزر وروبرت كازنسكي ودانيال وو وروث نيغا وآنا غالفن وكلانسي براون، الفيلم يتكلم عن الحياة بن الإنسان والأورك. وسيتم توزيع الفيلم من قبل شركة يونيفرسال بيكتشرز.

## القصة
في إطار من الفانتازيا والمغامرات الخيالية يقدم الفيلم الملحمة الأسطورية التي قيلت عن الصراع المرير بين البشر والأورك في عالم آزيروث، متناولًا من خلال الأحداث كل جوانب الصراع الذي شهد اتحادهم لمواجهة الخطر القادم الذي يهدد بقاؤهم على سطح الأرض.

## البطولة
- ترافيس فيمل بدور أندوين لوثر
- بولا باتون بدور غارونا هالفورسن
- بن فوستر بدور ميدفه
- دومينيك كوبر بدور الملك إيان رين
- توبي كيبيل بدور دوروتان
- بين شنيتزر بدور خادغار
- روث نيغا بدور السيدة تاريا رين
- دانيال وو بدور غولدان
- روبرت كازنسكي بدور أورغريم دومهامير
- آنا غالفن بدور دراكا
- كلانسي براون بدور بلاكهاند
- تيري نوتاري بدور غروماش هلسكريم
- ديلان شومبلنغ بدور فاريان رين
- كالوم كايث ريني بدور موريس
- باركلي دوفايلد بدور كالان
- دين ريدمان بدور فاريس

## القصة
تبدأ القصة في (دراينور) موطن الأورك. حيث يقوم (غولدان) زعيم الأورك بفتح بوابة بأستعمال سحر ال(فل) تؤدي إلي (أزيروث) لغزو عالم البشر. بسبب إفساد سحر ال(فل) ل(دراينور), حيث أصبح عالمهم خالياً وفاسداً فقد تغير جلد الأورك من لون الجلد الطبيعي إلي الأخضر. تقوم العديد من عشائر الأورك بالأنضمام إلي (غولدان) ومن بينها عشيرة (ذئب الصقيع) التي يتزعمها (دوروتان). عند عبورهم البوابة تقوم (دراكا) زوجة (دوروتان) بالولادة, لكن يكون الطفل قد مات. فيقوم (غولدان) بأستعمال سحره ويقوم بنهب الحياة من غزالة ليمنحها إلي ابن (دوروتان) الذي يدعي (غويل). تقوم مجموعة من الأورك بالهجوم علي العديد من مستوطنات البشر. عندما كان (أندوين لوثر) في مملكة الأقزام تلقي خبراً بوجود ساحر قد تسلل إلي مملكة رياح العاصفة, فيقوم بالذهاب من مملكة الأقزام إلي مملكة رياح العاصفة. يكتشف بعدها أن هذا الساحر يدعي (خادغار) يحقق في جثث القتلى ويوضح أن الجثث تحتوي على آثار من السحر. فيقوم الملك (إيان رين) بإرسال (أندوين لوثر) و(خادغار) إلي (كرازان) للألتقاء ب(ميدفه) حارس (تيريسفال) لإبلاغه بوجود سحر قد حل علي (أزبروث). يقوم (أندوين لوثر) و(خادغار) و(ميدفه) بالإنضمام إلي فرقة أستطلاع لتتبع السحر. في أثناء سيرهم تقوم مجموعة من الأورك بالهجوم عليهم, ويتم قتل عدد كبير من فرقة الأستطلاع ويقوم (ميدفه) بأستعمال سحره لقتل جميع الأورك الذين سيطر عليهم ال(فل) ويبقي الأورك الذين لم يتأثروا بال(فل) ومن بينهم (دوروتان) وصديقه (أورغريم دومهامير) و(بلاكهاند) وبعض الأورك. فيقومون بالهروب من البشر. يقوم البشر بأسر واحدة من الأورك تدعي (غارونا) ويقومن بتقديمها إلي الملك. ثم يعرفون بمساعدة (غارونا) أن (غولدان) يخطط لجلب جيش كبير إلي (أزيروث). أثناء قراءة (خادغار) لكتاب في مكتبة (ميدفه) يعرف أن (غولدان) أستطاع فتح البوابة بمساعدة شخص موجود في (أزيروث). يقوم (أزيروث) و(غارونا) و(كالان) ابن (أندوين لوثر) بالإلتقاء سراً في وادي مع (دوروتان) وبعض من أفراد عشرة (ذئب الصقيع) للتحالف لقتل (غولدان). لكن تقوم مجموعة من الأورك بالهجوم عليهم. يقوم (ميدفه) الذي كان مجوداً فوق قمة الوادي بأستعمال سحره لتشكيل حاجزاً سحرياً لحماية البشر أثناء أنسحابهم, لكن يعلق (كالان) علي الجانب الأخر فيتم قتله من قبل (بلاكهاند). يتعب (مدفيه) من أستعمال السحر فيقوم (خادغار) و(غارونا) بنقله إلي (كرازان) للتعافي. يلاحظ (خادغار) تلون عيني (مدفيه) باللون الأخضر فيعرف أن ال(فل) قد سيطر عليه وأنه هو الذي ساعد (غولدان) علي فتح البوابة. يقوم (بلاكهاند) ومعه مجموعة من الأورك بقتل عشيرة (ذئب الصقيع) وتذهب (دراكا) إلي النهر وتضع أبنها في سلة في النهر ليبقي أمناً, لكن يتم قتلها. يقوم (دوروتان) بتحدي (غولدان) في (ماكجورا) وهي مبارزة حتي الموت الفائز فيها هو من يقود الأورك, لكن يقوم (غولدان) بالغش وأستعمال سحره لأستنزاف حياة (دوروتان). يصبح (مدفيه) شريراً فيقوم بفتح البوابة إلي (دراينور) ويقوم (غولدان) بالتضحية بالأسري القرويين لفتح البوابة لدخول المزيد من الأورك إلي (أزيروث). يقوم الملك بالهجوم علي معسكر الأورك ويقوم (أندوين لوثر) و(خادغار) بالهجوم علي (مدفيه). يصابد (مدفيه) بجروح قاتلة ويعود إلي رشده ويستخدم أخر قواه لتغير مسار البوابة من (دراينور) إلي (أزيروث), مما سمح للملك بتهريب السجناء وبعض الجيش قبل موتهم. لكن يموت (مدفيه) وتغلق معه البوابة, مما ترك الملك و(غارونا) وعدد قليل من الجيش في لمواجهة الأورك. يعرف الملك أن فرصة نجاتهم معدومة فيأمر (غارونا) سراً بقتلهه لكي تحصل علي مكانة كبيرة بينهم وتحاول إحلال السلام مجدداً. يصل (أندوين لوثر) إلي معسكر الأورك ويتحدي (بلاكهاند) في (ماكجورا) لإسترداد جثة الملك وأنتقاماً لقتل أبنه. يقوم (أندوين لوثر) بقتل (بلاكهاند) ويأخذ جثة الملك ويذهب. لا يتقبل (غولدان) مقتل (بلاكهاند) وربح (أندوين لوثر) فيأمر الأورك بقتله لكن لم ينصت إليه أحد. يجد (أندوين لوثر) خنجر (غارونا) في عنق الملك فيظن هو و(خادغار) أنها قد خانتهم. خلال مراسم جنازة الملك يصبح (أندوين لوثر) ملكاً ويشكل تحالفاً مع الأقزام والجن لقتل الأورك. في نهاية الفيلم يجد أحد البشر السلة التي يوجد فيها (غويل).

## الميزانية و الإيرادات
كلف الفيلم من 113 إلى 137 مليون دولار وحقق أرباح تقدر بـ 433.7 مليون دولار.

## وصلات خارجية
- مقالات تستعمل روابط فنية بلا صلة مع ويكي بيانات
- الموقع الرسمي
- ووركرافت على قاعدة بيانات الأفلام على الإنترنت

لا توجد روابط لمواقع التواصل الاجتماعي.